# Aizō Morikawa
Aizō Morikawa (森川 愛三, Morikawa Aizō, 1878-1949) est un photographe portraitiste et commercial japonais.
Né dans la préfecture de Fukui en 1878, Fukui arrive vers 1897 à Sapporo, où il étudie la photographie dans le studio de Mishima Tokiwa. Vers 1907, il déménage à Tokyo où il étudie auprès de Kazumasa Ogawa. 
Morikawa finit par ouvrir son propre studio, Morikawa Shashinkan (森川写真館 (), qui devient célèbre à Tokyo et le premier studio au Japon pour la photographie de miai (en). Morikawa meurt à Tokyo le 5 février 1949.
Quelques-unes des œuvres de Morikawa sont conservées dans la collection permanente du musée métropolitain de photographie de Tokyo.